# Actinolema
Actinolema é um género botânico pertencente à família Apiaceae.

## Espécies
- Actinolema eryngioides
- Actinolema macrolema